# Élections législatives de 1946 dans le Loiret
Les élections législatives de 1946 dans le Loiret sont des élections françaises qui ont eu lieu le 10 novembre 1946 dans le département du Loiret dans le cadre des élections législatives françaises de 1946.
Ces élections constituent les premières élections législatives de la IVe République et se déroulent , après l'adoption lors du référendum du 13 octobre d'une nouvelle constitution.

## Mode de scrutin
L'Assemblée nationale est composée de 618 sièges pourvus au scrutin proportionnel plurinominal suivant la règle de la plus forte moyenne dans le cadre départemental, sans panachage. 
Le vote préférentiel est admis, en inscrivant un numéro d'ordre en face du nom d'un, de plusieurs ou de tous les candidats de la liste. Mais l'ordre ne pourra être modifié que si au moins la moitié des suffrages portés sur la liste est numéroté. Dans les faits les modifications ne dépasseront jamais les 7%.
Dans le département du Loiret, cinq députés sont à élire.

## Élus
| Député sortant     | Parti | Parti   | Député élu ou réélu | Parti | Parti   |
| ------------------ | ----- | ------- | ------------------- | ----- | ------- |
| Albert Rigal       |       | PCF     | Albert Rigal        |       | PCF     |
| Pierre Ségelle     |       | SFIO    | Pierre Ségelle      |       | SFIO    |
| Pierre Gabelle     |       | MRP     | Pierre Gabelle      |       | MRP     |
| Pierre Dézarnaulds |       | Rad-soc | Pierre Dézarnaulds  |       | Rad-soc |
| Pierre Chevallier  |       | UDSR    | Pierre Chevallier   |       | UDSR    |

## Résultats

### Résultats à l'échelle du département
| Parti    | Parti    | Tête de liste      | Résultats | Résultats | Sièges |  |
| Parti    | Parti    | Tête de liste      | Voix      | %         |        |  |
| -------- | -------- | ------------------ | --------- | --------- | ------ |  |
|          | RGR      | Pierre Dézarnaulds | 54 292    | 31,96     | 2      |  |
|          | PCF      | Albert Rigal       | 44 157    | 25,99     | 1      |  |
|          | MRP      | Pierre Gabelle     | 34 104    | 20,07     | 1      |  |
|          | SFIO     | Pierre Ségelle     | 22 625    | 13,32     | 1      |  |
|          | Gaull.   | Henri Duvillard    | 14 701    | 8,65      | -      |  |
|          |          |                    |           |           |        |  |
| Inscrits | Inscrits | Inscrits           | 217 177   | 100,00    | 5      |  |
| Votants  | Votants  | Votants            | 173 519   | 79,90     |        |  |
| Exprimés | Exprimés | Exprimés           | 169 879   | 97,90     |        |  |